# Piechota Bośniacko-Hercegowińska

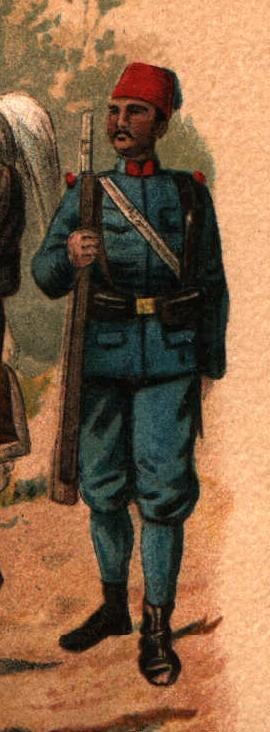
Pierchur bośniacki, 1897 r.

Piechota Bośniacko-Hercegowińska – formacja wojskowa wchodząca w skład sił zbrojnych Monarchii Austro-Węgierskiej; posiadająca swój odrębny status i odrębne umundurowanie; jej jednostki otrzymały własny system numeracyjny w ramach Armii Austro-Węgier.
Jednostki te należały do piechoty liniowej i w 1914 składały się z czterech pułków piechoty (numery kolejno 1-4) oraz z batalionu żandarmerii polowej. Wzięły udział w działaniach zbrojnych okresu I wojny światowej po stronie państw centralnych.

## Historia

Herb Bośni i Hercegowiny
w okresie Monarchii Austro-Węgierskiej

W 1882 na terenie Bośni i Hercegowiny przystąpiono do formowania jednostek pieszych. Na początek w czterech okręgach uzupełnień: Sarajewo, Mostar, Banja Luka, Dolnja Tuzla, utworzono po jednej kompanii. Działano dość ostrożnie i powoli, pamiętając o wrogim nastawieniu miejscowej ludności.
W ciągu następnych 16 lat formowano w Bośni i Hercegowinie cztery nowe kompanie rocznie. W roku 1885 z dostępnych pododdziałów sformowano cztery pierwsze bośniacko-hercegowińskie bataliony, a w 1893 powstały cztery bośniacko-hercegowińskie pułki piechoty, mające początkowo niepełne składy.
Jednostki te dopiero w 1897 uzyskały strukturę identyczną jak inne austro-węgierskie pułki piechoty. W 1891 władze wojskowe wbrew postanowieniom tymczasowej ustawy wojskowej dla Bośni i Hercegowiny z roku 1881 zaczęły dyslokować tamtejsze oddziały poza obszarami okupowanymi.
W chwili wybuchu I wojny światowej istniały 4 bośniacko-hercegowińskie pułki piechoty i jeden batalion strzelców, powstały w roku 1903. Podczas działań wojennych utworzono 4 kolejne pułki piechoty o numerach 5-8, później przemianowano pułk 5 na 10.

## Jednostki do roku 1914
- Bosnisch-Hercegowinisches Feldjägerbataillon

przydział mobilizacyjny: 50 Brygada Piechoty w 25 Dywizji Piechoty, II Korpus
narodowości: 96% Bośniacy – 4% inni
dowódca: płk Carl Heisegg
okręg uzupełniający: XV i XVI Korpus (Sarajewo, Dubrownik)
garnizon: Bruck nad Litawą
kompania rezerwowa: Sarajewo
- Bosnisch-Hercegowinisches Infanterie Regiment Nr. 1

przydział mobilizacyjny: 49 BP w 25 DP, II Korpus; III bn – 10 Brygada Górska w 48 DP, XV K.
narodowości: 94% Bośniacy – 6% inni
dowódca: płk Carl von Stöhr
okręg uzupełniający: Sarajewo
garnizon: Wiedeń, II batalion Wiener Neustadt, III batalion Sarajewo
- Bosnisch-Hercegowinisches Infanterie Regiment Nr. 2

przydział mobilizacyjny: 11 BP w 6 DP, III Korpus; III bn – 12 BGór w 48 DP, XV Korpus
narodowości: 93% Bośniacy – 7% inni
dowódca: płk Ernst Kindl
okręg uzupełniający: Banja Luka
garnizon: Graz, III batalion Banja Luka
- Bosnisch-Hercegowinisches Infanterie Regiment Nr. 3

przydział mobilizacyjny: 62 BP w 31 DP, IV Korpus; III bn – 11 BGór w 48 DP, XV Korpus
narodowości: 94% Bośniacy – 6% inni
dowódca: płk Georg Komma
okręg uzupełniający: Tuzla
garnizon: Budapeszt, III batalion Tuzla
- Bosnisch-Hercegowinisches Infanterie Regiment Nr. 4

przydział mobilizacyjny: 55 BP w 28 DP, III Korpus; III bn – 13 BGór w 13 DP, XVI K.
narodowości: 95% Bośniacy – 5% inni
dowódca: płk Anton Klein
okręg uzupełniający: Mostar
garnizon: Triest, III batalion Mostar

## Barwy pułkowe
Wszystkie cztery pułki piechoty otrzymały jednakową barwę wyróżniającą: alizarinrot (czerwień alizarynowa), a także „żółty metal” (guziki, oznaki stopni: mosiądz, u oficerów pozłacany). Guziki opatrzone były numerem pułku (cyfry arabskie 1-4). Nakryciem głowy był filcowy fez barwy krapprot (czerwień rakowa) z granatowym chwastem. Oficerowie wyznający religie inne niż islam mogli nosić standardowe czako piechoty. Zwykle jednak wybierali fezy.
Batalion strzelecki otrzymał barwę grassgrün (trawiastozieloną), typową dla austro-węgierskich oddziałów feldjägrów, metal „żółty”, guziki gładkie, bez numeru.

## Literatura
- Johann C. Allmayer-Beck, Erich Lessing: Die K.u.k. Armee. 1848-1918. Verlag Bertelsmann, München 1974, ISBN 3-570-07287-8.
- Stefan Rest: Des Kaisers Rock im ersten Weltkrieg. Verlag Militaria, Wien 2002, ISBN 3-9501642-0-0.
- L. W. Seidel (Hrsg.): Seidels kleines Armeeschema. Dislokation und Einteilung des k.k. Heeres, der k.k. Kriegsmarine, der k.k. Landwehr und der königlich ungarischen Landwehr. Seidel, Wien 8. Jg. (1861) bis 61. Jg. (1907) (Vorgänger: K.K. österreiches Armee-Schema auf das Jahr ...)